# Stade Bandjoun
El Stade Bandjoun es un equipo de fútbol de Camerún que milita en la Tercera División de Camerún, la tercera liga de fútbol más importante del país.

## Historia
Fue fundado en la ciudad de Bandjoun y ha sido el único equipo de la ciudad en competir en la Primera División de Camerún, la máxima categoría de fútbol en el país, aunque su última temporada ha sido la del 2003. Nunca han sido campeones de la máxima categoría ni han ganado algún título importante en su historia, siendo lo más cercano a ello en la Copa de Camerún de 1996, en la que perdió la final ante el Racing FC Bafoussam.
A nivel internacional han participado en un torneo continental, la Copa CAF 1998, en la que fueron eliminados en la segunda ronda por el DC Motema Pembe de la República Democrática del Congo.

## Palmarés
- Copa de Camerún: 0
  - Finalista: 1

1996

## Participación en competiciones de la CAF
| Temporada | Torneo   | Ronda | Club            | Casa | Visita | Global      |
| --------- | -------- | ----- | --------------- | ---- | ------ | ----------- |
| 1998      | Copa CAF | 1     | Atlético Malabo | 6-0  | 1-0    | 7-0         |
| 1998      | Copa CAF | 2     | DC Motema Pembe | 1-0  | 0-1    | 1-1 (3-4 p) |

## Jugadores

### Jugadores destacados
| - Daniel Ngom Kome - Serge Kamga Kwekam - Benoît Angbwa | - Narcisse Ekanga - Toukam Tuemo Thomas - Tagne Eric |